# Mungbohnensprossen
Mungbohnensprossen, auch Mungobohnensprossen, im deutschen Sprachgebrauch irrtümlicherweise häufig als Sojasprossen bezeichnet, sind die kulinarisch weit verbreiteten Keimsprossen der Mung(o)bohne. Sie können aus den Samen der Mungbohne gezogen werden, indem man diese bewässert und im Schatten aufbewahrt, bis die Hypokotyle eine ausreichende Länge erreichen. Im Gegensatz zu den tatsächlichen Sprossen der Sojabohne, die in rohem Zustand giftig sind, müssen Mungbohnensprossen vor dem Verzehr nicht erhitzt werden, sondern können roh verspeist werden. Mungbohnensprossen werden vor allem in Ost- und Südostasien kultiviert und konsumiert.

## Anbau
Für die Keimung von Mungbohnen werden verschiedene Techniken verwendet. Eine gängige Technik für die Heimaufzucht ist das Keimen der Bohnen in einem Glas, das mit einem durch ein Gummiband oder einer Schnur befestigten feinmaschigen Netz oder Musselin-Tuch abgedeckt wird. Es können auch eigens für die Sprossenzüchtung konzipierte Gläser verwendet werden. Die Bohnen werden drei- bis viermal am Tag mit frischem Wasser abgewaschen und das Glas auf den Kopf gestellt, sodass das Wasser abtropfen kann. Die genaue Anbautechnik hängt von der zu kultivierenden Menge ab. Generell sollte auf eine Auswahl von gutem Saatgut (frisch und einheitlich) geachtet werden und darauf, dass die Bohnen genug Feuchtigkeit erhalten, es aber zu keiner Staunässe kommt. Mungbohnensprossen sind Dunkelkeimer. Durch ein Kilogramm Mungbohnensamen können circa 6–10 kg Sprossen gezüchtet werden.

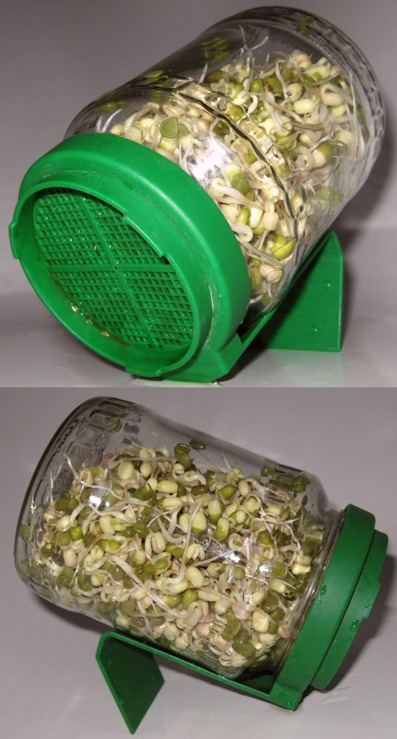
Gekeimte Mungbohnen in einem Glas
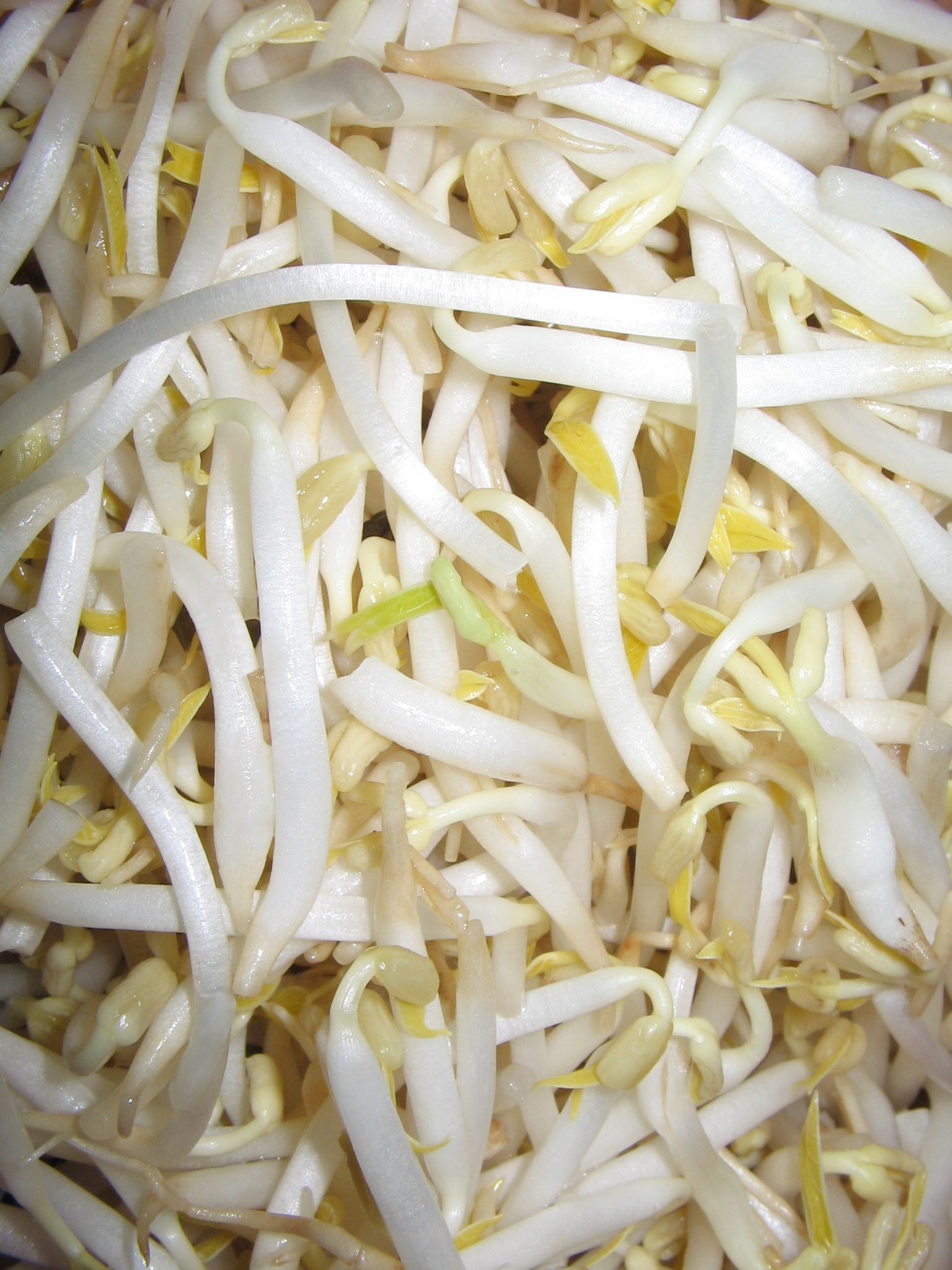
Gekeimte Mungbohnen – Nahaufnahme

## Kulinarische Verwendung

### China
In der chinesischen Küche finden Mungbohnensprossen in Gerichten wie Frühlingsrollen, gebratenen Reis (Fried Rice), gebratene Nudeln (Chow mein, Hokkien-Nudeln), Nudelsuppen, Eierflockensuppe oder Pekingsuppe Anwendung. Sie können sowohl als Füllung für die chinesischen Teigtaschen wie Dimsum oder Baozi verwendet werden als auch allein als Gemüsegericht.
In der kantonesischen Küche kommen Mungbohnensprossen in Gerichten wie Omelettes und in gebratenen Bandnudeln mit Rindfleisch vor.

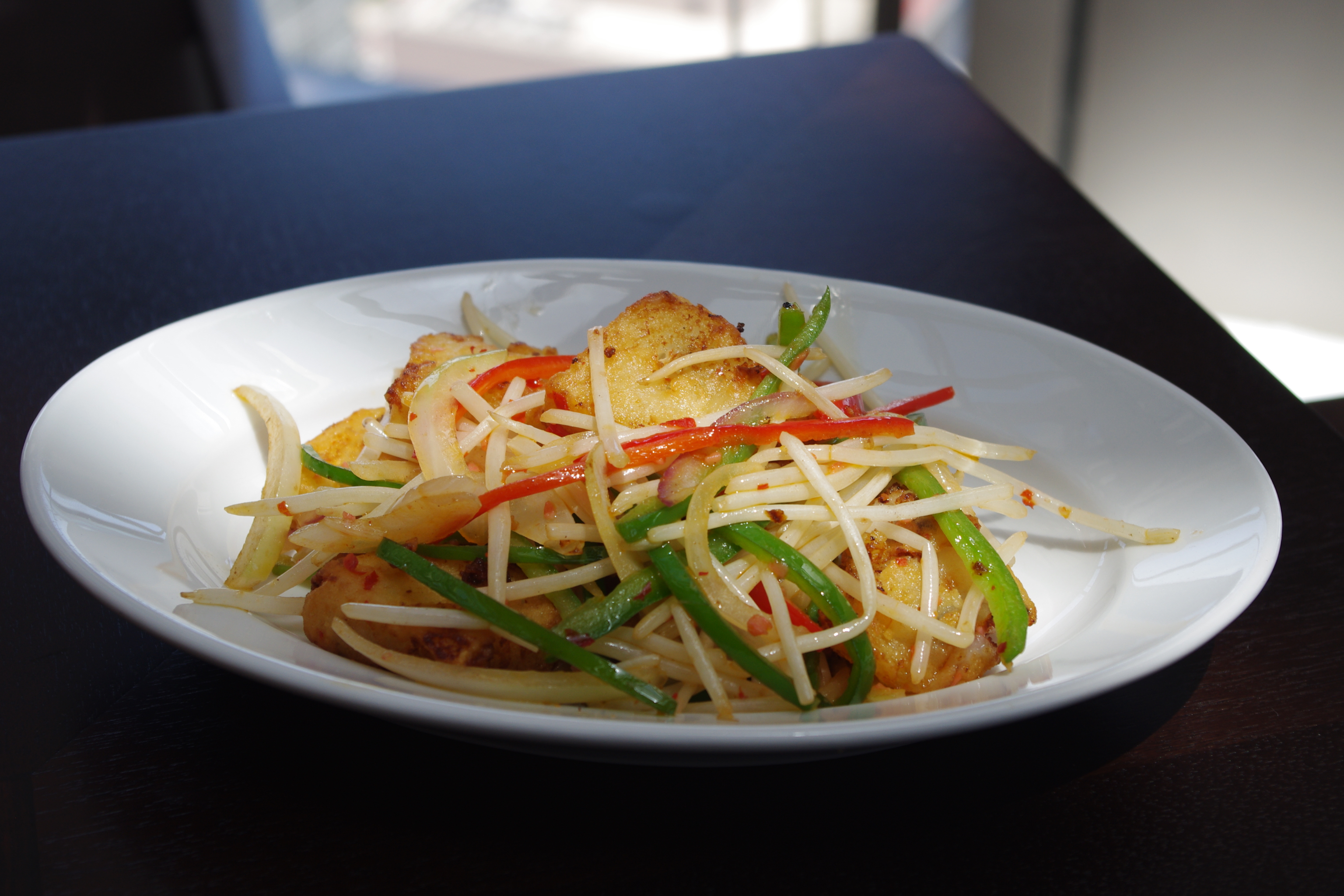
Gebratener „Rettich-Kuchen“ mit Mungbohnensprossen
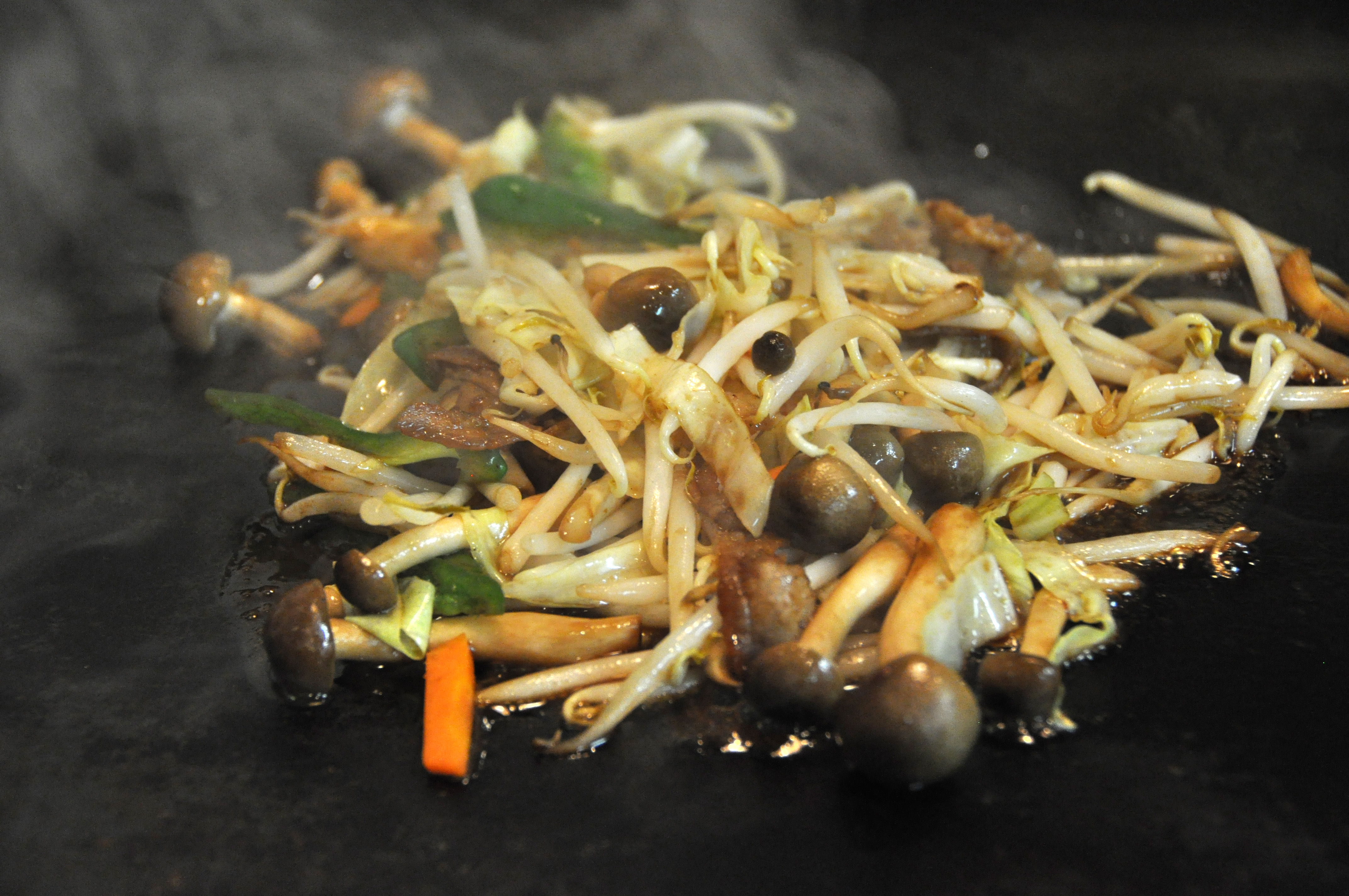
Sautierte Mungbohnensprossen mit Pilzen

### Indien
In der indischen Küche, vor allem der in der maharashtrischen Küche gibt es mit Usal ein scharfes Gericht, das die Schärfe des Curry durch Mungbohnen oder Mungbohnensprossen ausgleicht.

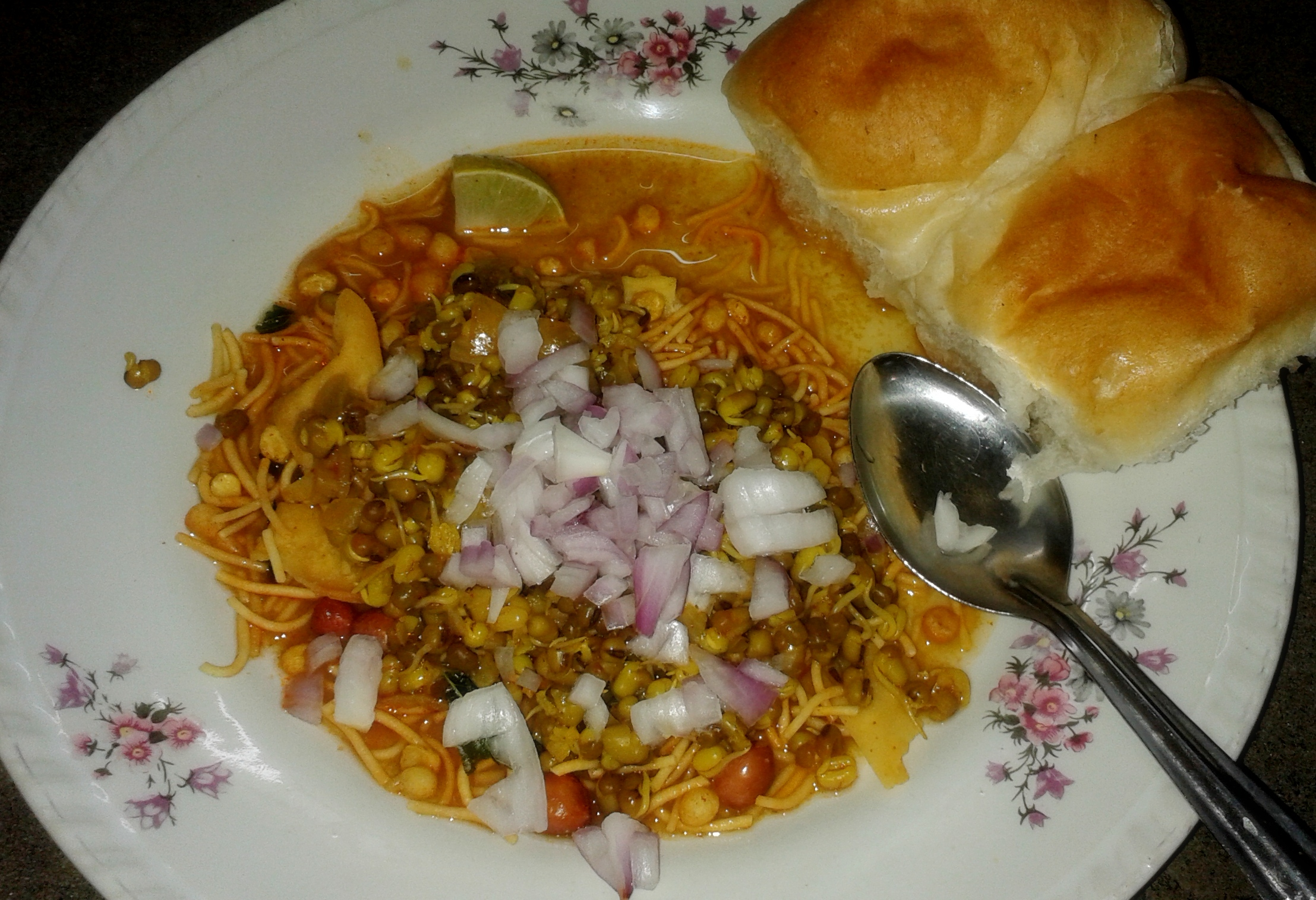
Scharfes Curry mit Sev und Sprossen der Mungbohnen
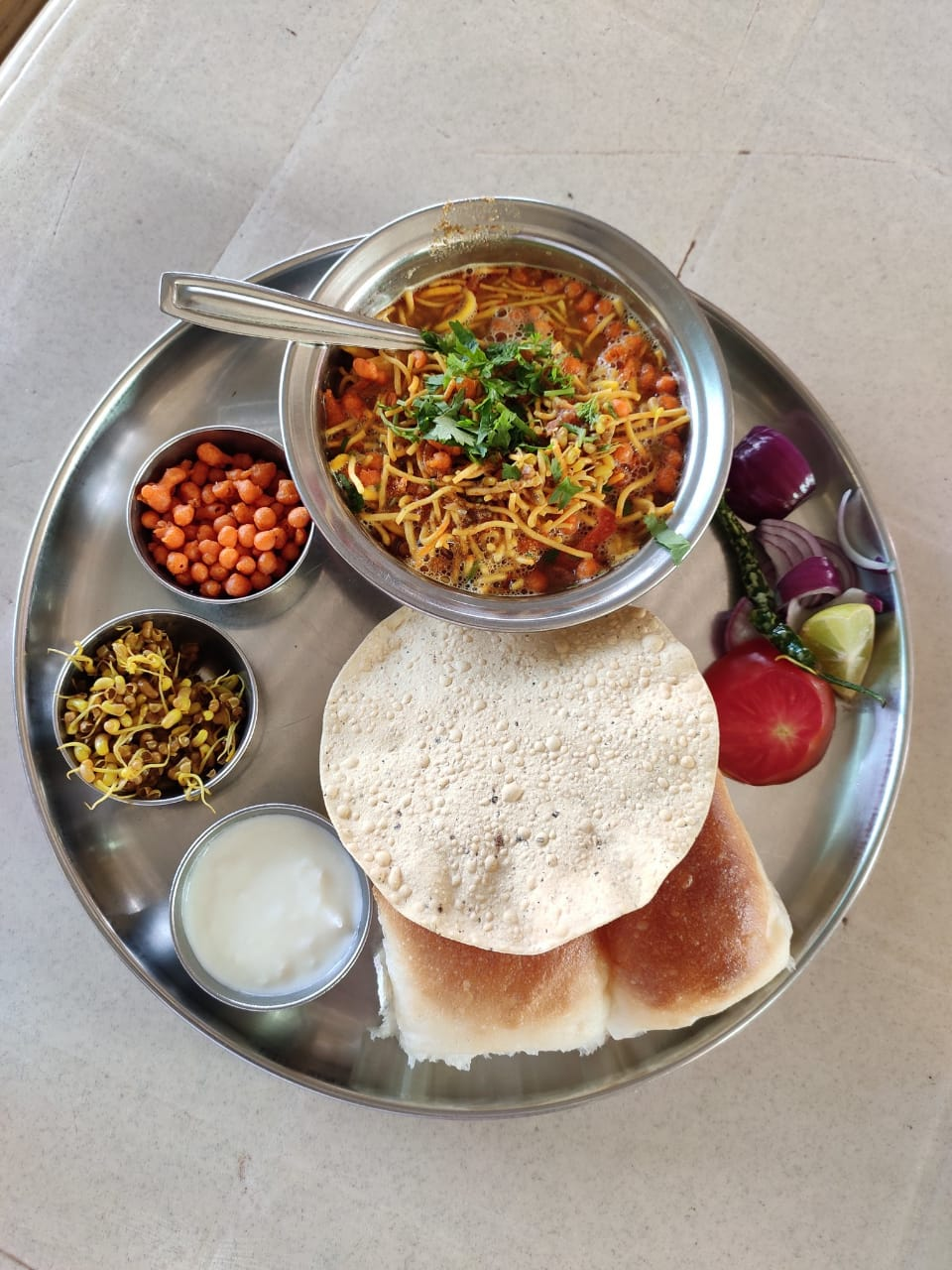
Misal Pav mit Mungbohnensprossen als Beilage

### Indonesien
Mungbohnensprossen sind in der indonesischen Küche weit verbreitet. Sie werden meist als Beilage zu Suppengerichten wie Rawon, Mie Celor oder Soto serviert, unter indonesische Salate wie Pecel, Karedok oder Gado-gado gemischt, oder wie in Tauge Goreng scharf angebraten.

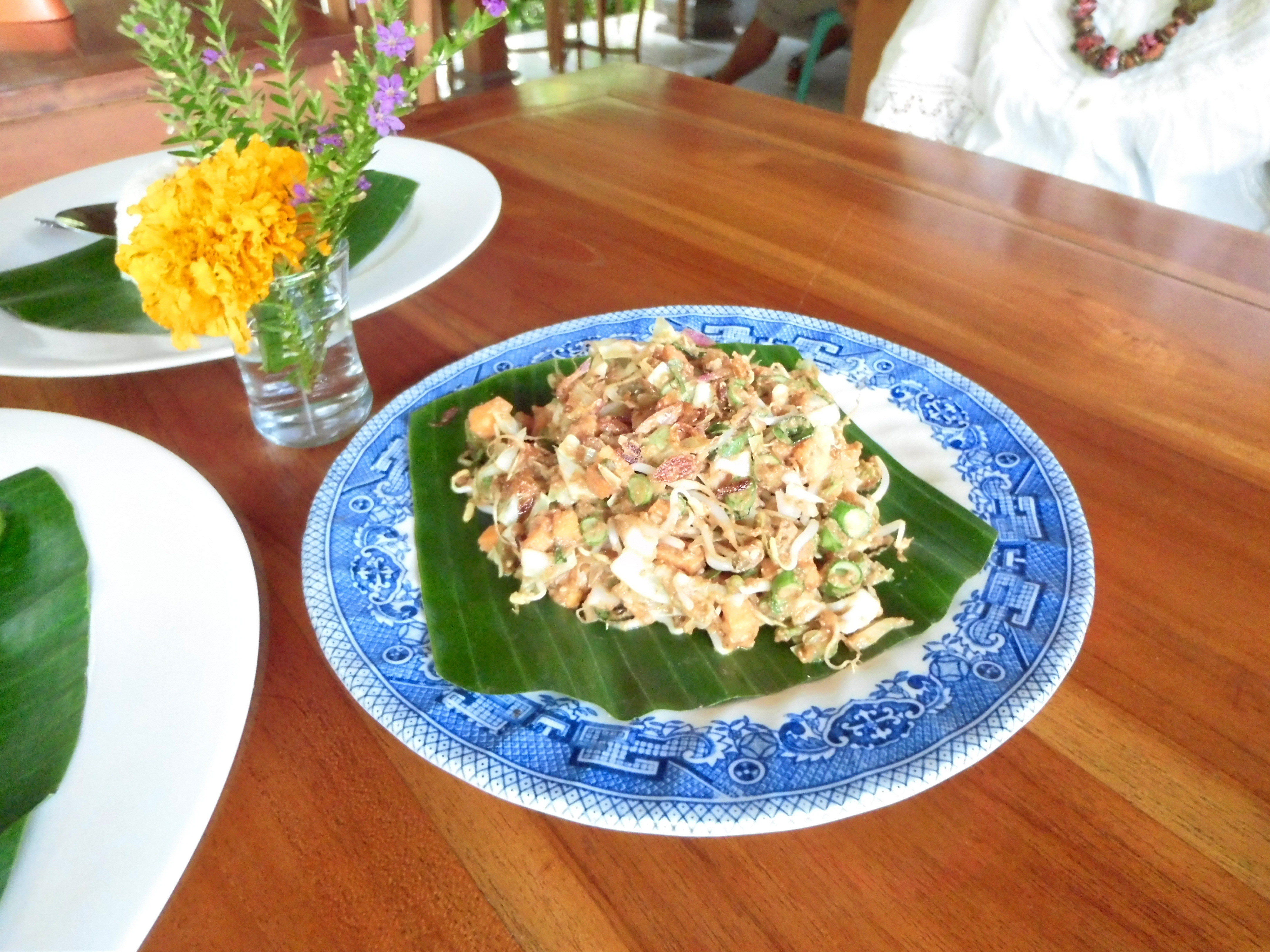
Karedok – Mungbohnensprossen im Gemüsesalat
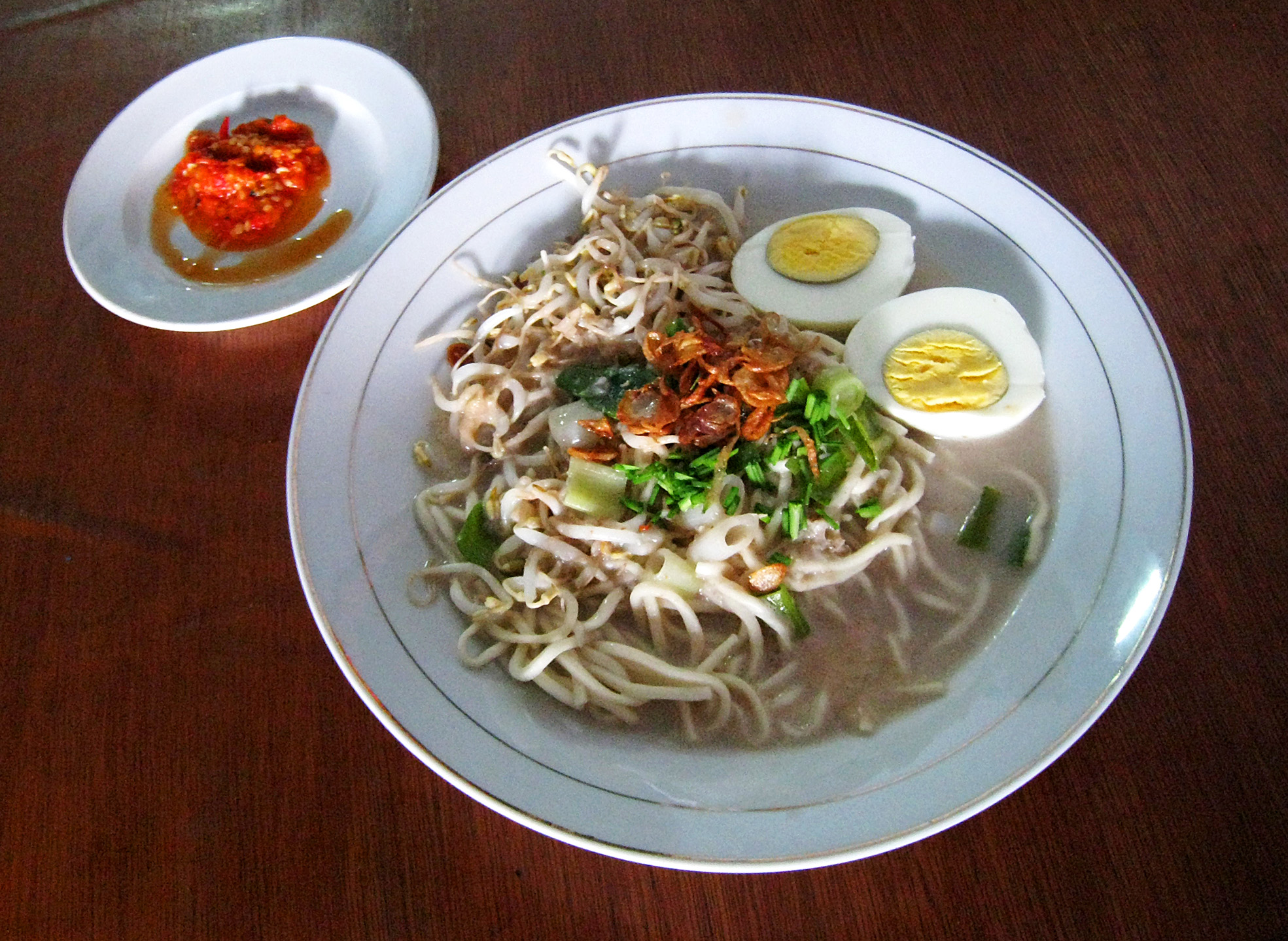
Mie Celor – Sprossen der Mungbohnen im Nudelsuppengericht aus Palembang

### Japan
In der japanischen Küche werden Mungbohnensprossen als moyashi (もやし, „Bohnensprosse“) bezeichnet. Sie sind eine weit verbreitete Zutat in diversen japanischen Gerichten, vor allem in Wok-Gerichten und Suppen.

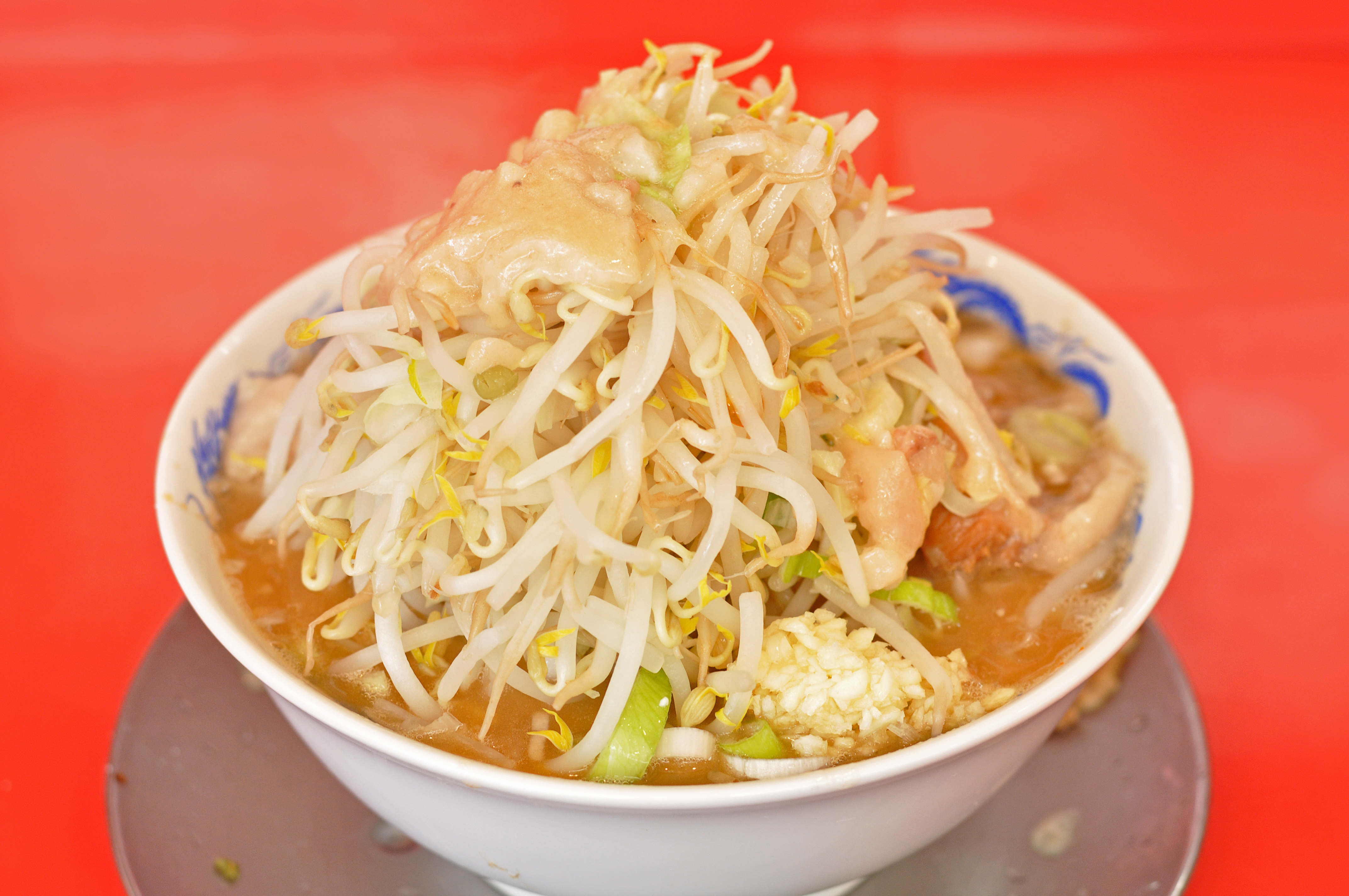
Ramen-Nudeln mit Mungbohnensprossen garniert
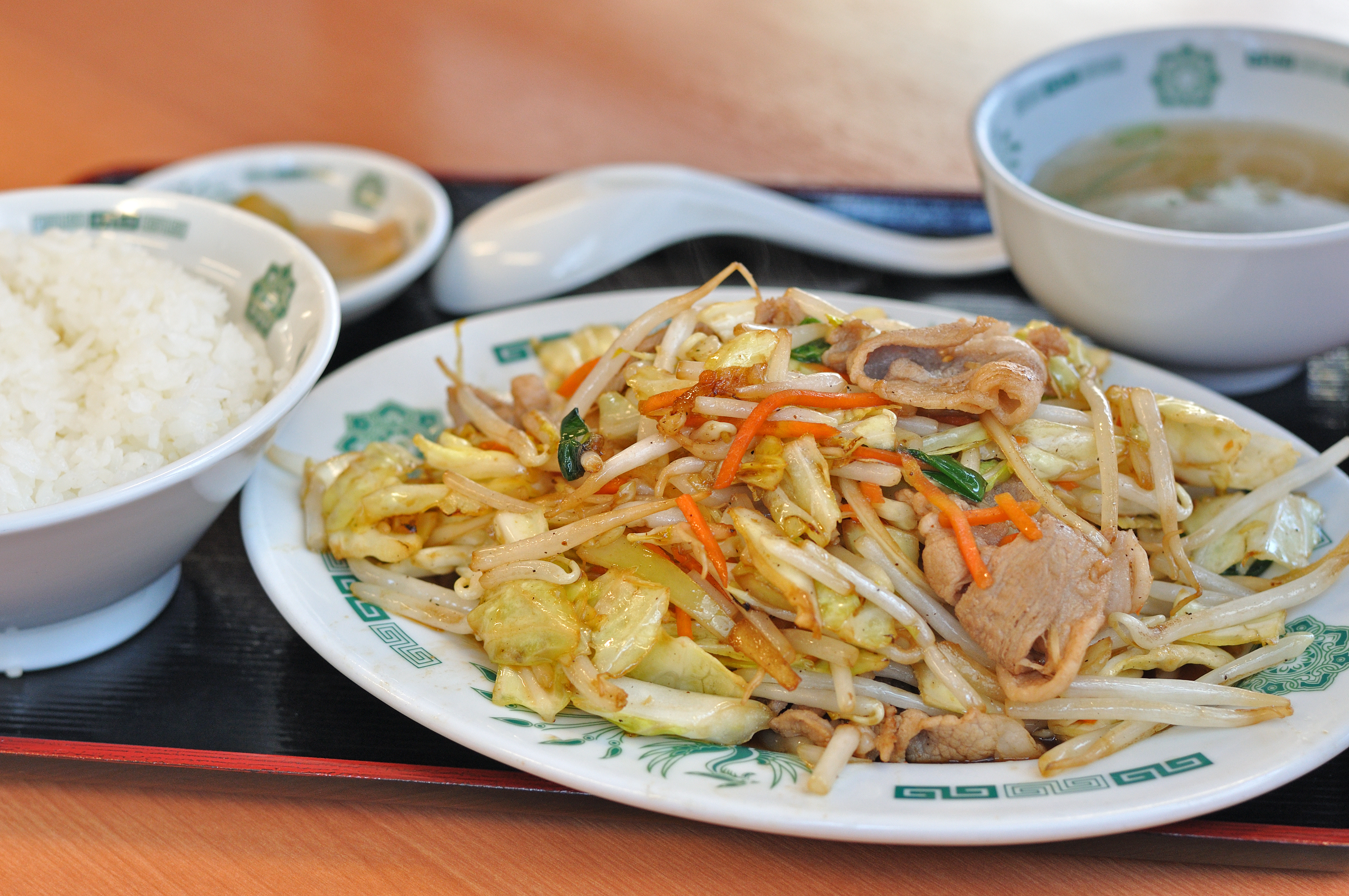
Yasai itame – Gebratenes Gemüse mit Mungbohnensprossen

### Korea
In der koreanischen Küche bezeichnet sukjunamul (숙주나물) sowohl die Mungbohnensprossen selbst als auch das aus Mungbohnensprossen hergestellte Namul, ein würziges Gemüsegericht, das als Beilage serviert wird. Mungbohnensprossen sind in der koreanischen Küche jedoch keine so häufige Zutat wie die tatsächlichen Sprossen der Sojabohne, die vor dem Verzehr erhitzt werden müssen, aber sie werden in Bibimbap, in der Füllung von Mandu und in Sundae (koreanische Wurst) verwendet. Die aus Jeonju stammende scharfe Suppe Gongnamul Gukbap besteht vor allem aus Reis und Mungbohnensprossen.
Die Bezeichnung sukjunamul ist eine Zusammensetzung aus sukju und namul. Die Bezeichnung Sukju stammt von Shin Suk-ju (1417–1475), einem der bedeutendsten Joseon-Gelehrten, ab. Dieser verriet seine Standeskollegen und begünstigte den Onkel des Königs als Thronanwärter. Das Volk betrachtete Shin Suk-jus Vorgehen als unethisch und unmoralisch und gab deshalb den Mungbohnensprossen, die dazu neigen, schlecht zu werden und zu verderben, seinen Namen.

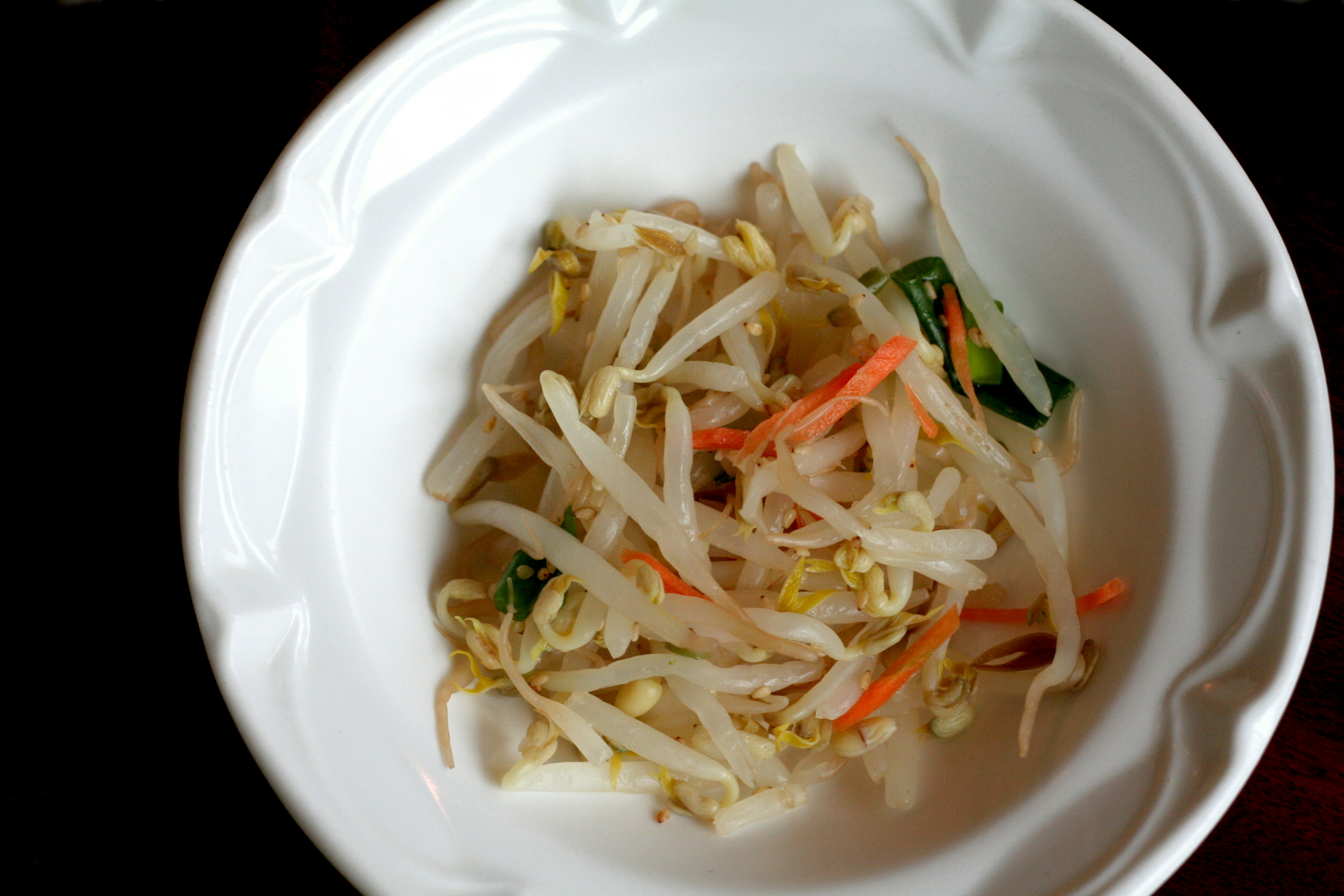
Sukjunamul – gewürzte Mungbohnensprossen
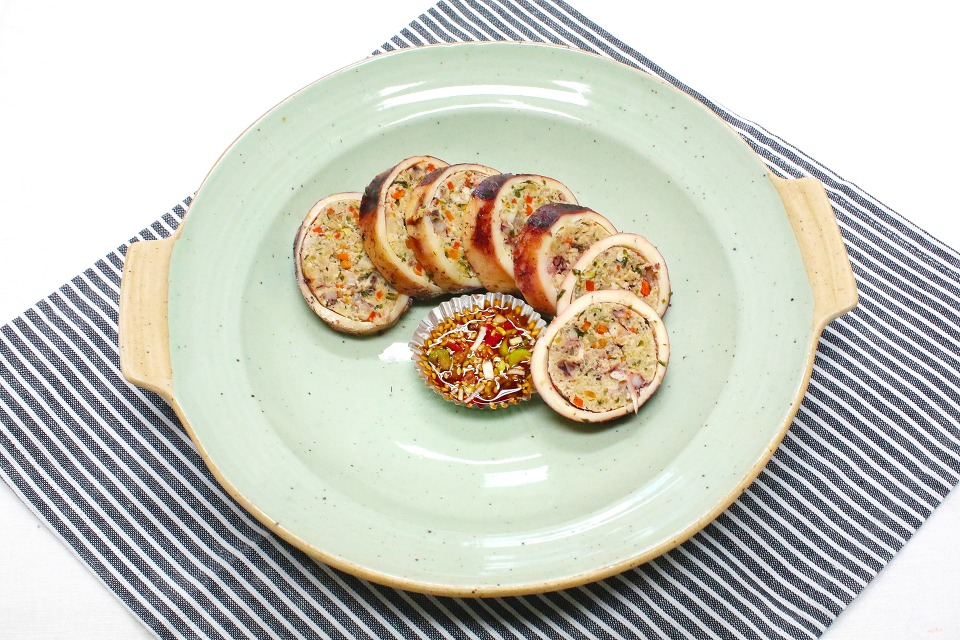
Tintenfisch-Sundae – Ojingeo-sundae – mit Füllung aus Sprossen der Mungbohnen und weitere Zutaten

### Nepal
In der nepalesischen Küche wird Kwati, eine Suppe aus neun Sorten gekeimter Bohnen, speziell zum Fest Janai Purnima zubereitet, das normalerweise in den Monat August fällt. Kwati wird zubereitet, indem man Zwiebeln, Knoblauch, Ingwer, Kartoffeln, Gewürze und Bohnensprossen, einschließlich der Mungbohnensprossen, vermischt und anbrät. Kwati gilt in Nepal als nahrhaftes Essen und wird normalerweise mit Reis und manchmal auch mit Fleisch (vor allem mit gebratener Ziege) gegessen.

### Philippinen
Philippinische Empanadas enthalten üblicherweise eine mit Sojasauce gewürzte Füllung aus Rinderhackfleisch, gehackten Zwiebeln und Rosinen, jedoch gibt es dabei starke regionale Abweichungen. In der Provinz Negros Occidental ist z. B. eine vegetarische Variante mit grünen Papayas, Kürbis und Mungbohnensprossen gängig.

### Thailand
In der thailändischen Küche finden Mungbohnensprossen meist in Suppen und Wok-Gerichten Anwendung. Sie werden beispielsweise kurz vor dem Servieren unter das Nudelgericht Phat Thai gerührt und über Suppen wie Nam Ngiao gestreut.

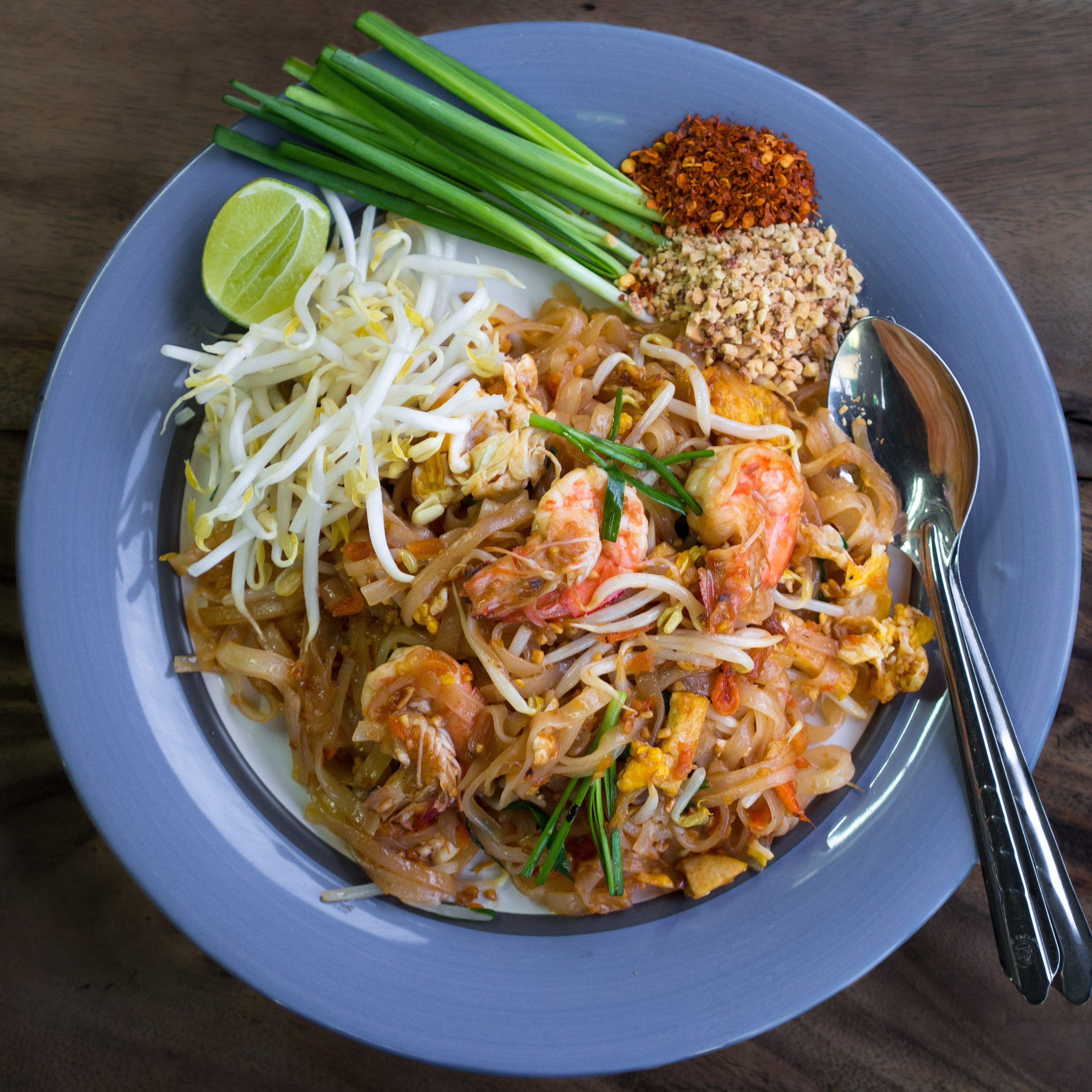
Phat Thai mit Mungbohnensprossen
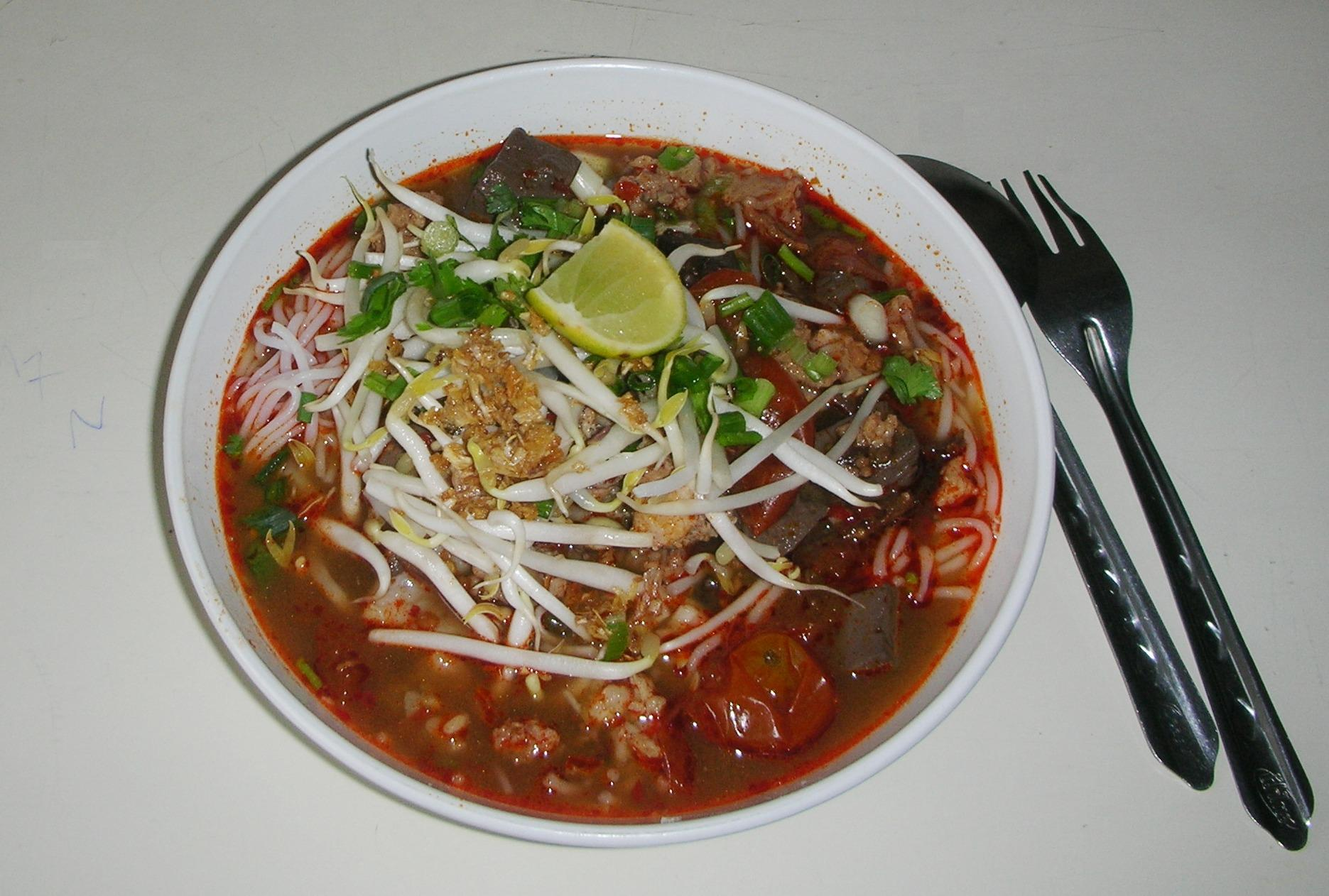
Nam Ngiao garniert mit Sprossen der Mungbohne

### Vietnam

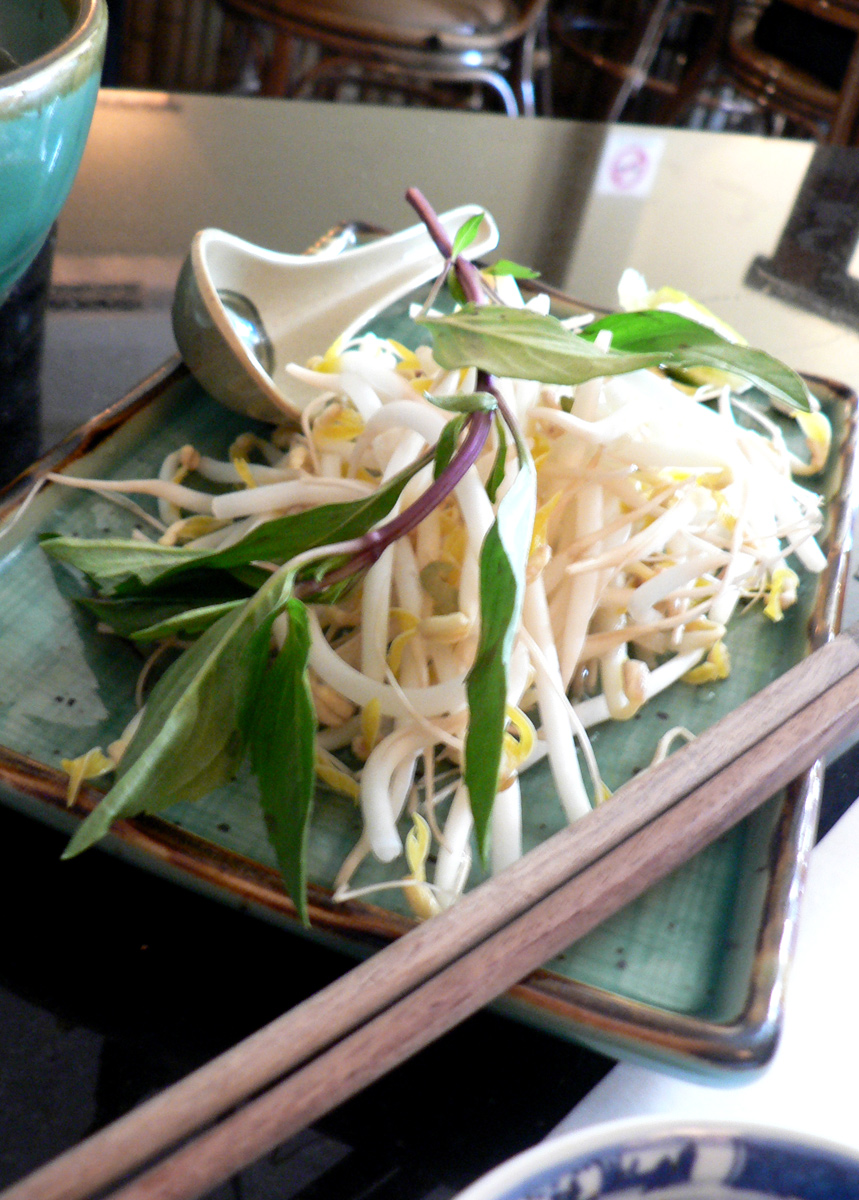
Mungbohnensprossen als Garnierung
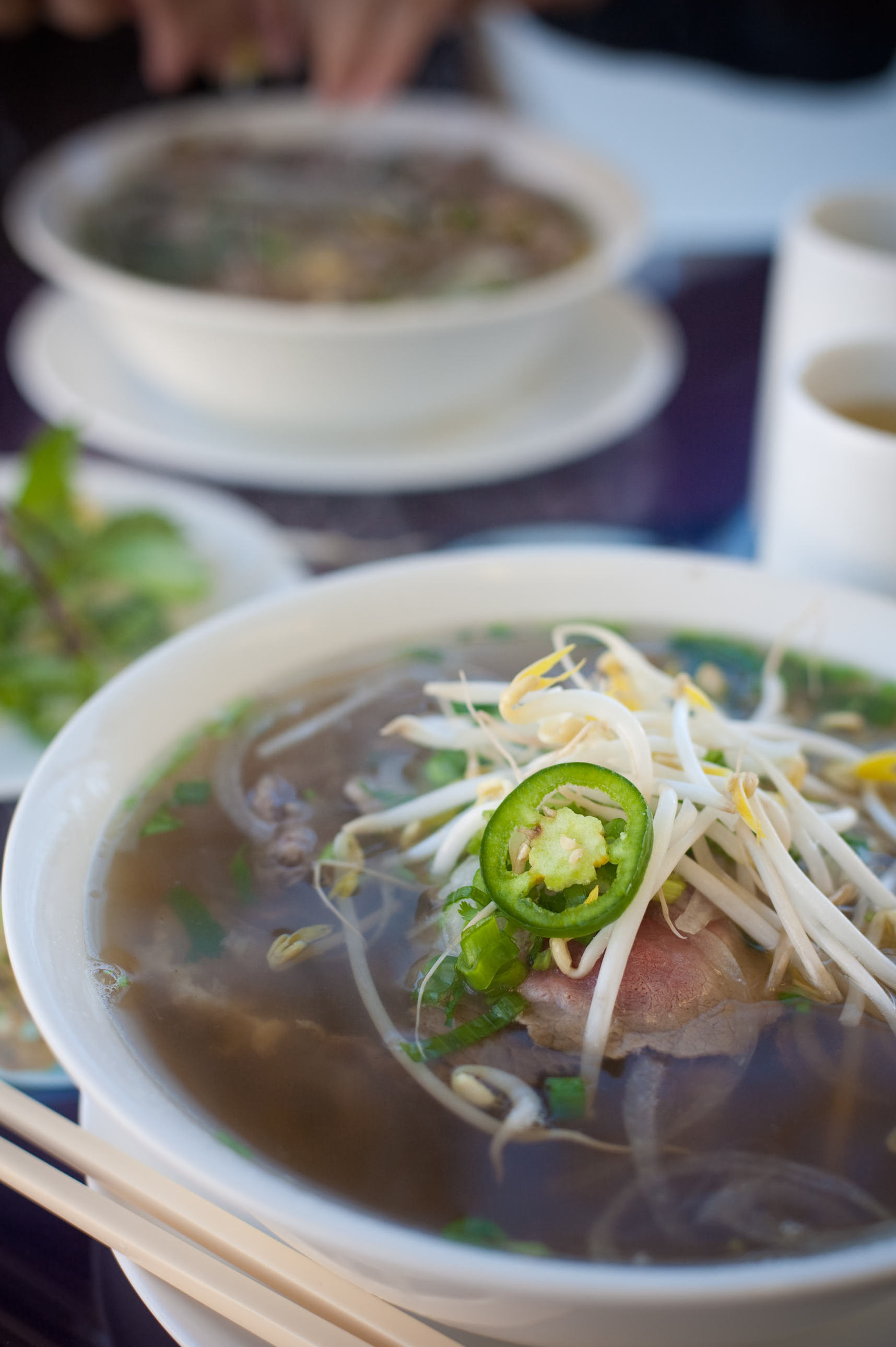
Phở – garniert mit Mungbohnensprossen

## Nährstoffgehalt
In einer Studie wurde festgestellt, dass der Keimprozess den Gehalt an sekundären Pflanzenstoffen wie Phenolen und Flavonoiden, Vitamin C und die antioxidative Aktivität signifikant erhöht. Der Vitamin-C-Gehalt der Samen betrug 11,69 mg/100 g Trockengewicht und erreichte durch die Keimung an seinem Höhepunkt nach 8 Tagen 285 mg / 100 g Trockengewicht. Eine verzehrfertige Portion Mungbohnensprossen (104 g) liefert 21,6 mg Vitamin C und damit 21,6 % der Zufuhrempfehlung für einen gesunden Erwachsenen laut Empfehlung der Deutschen Gesellschaft für Ernährung. Durch die Keimung verringert sich zudem der Triglycerid-Gehalt und der Anteil der freien Aminosäuren wird erhöht.